# Бутырский 66-й пехотный полк
66-й пехотный Бутырский полк — пехотная воинская часть Русской императорской армии.

## Места дислокации
- 1820 — Богородск Московской губернии[1]. Полк входил в состав 14-й пехотной дивизии. Второй батальон полка на поселении в Новгородской губернии.

## Формирование и кампании полка

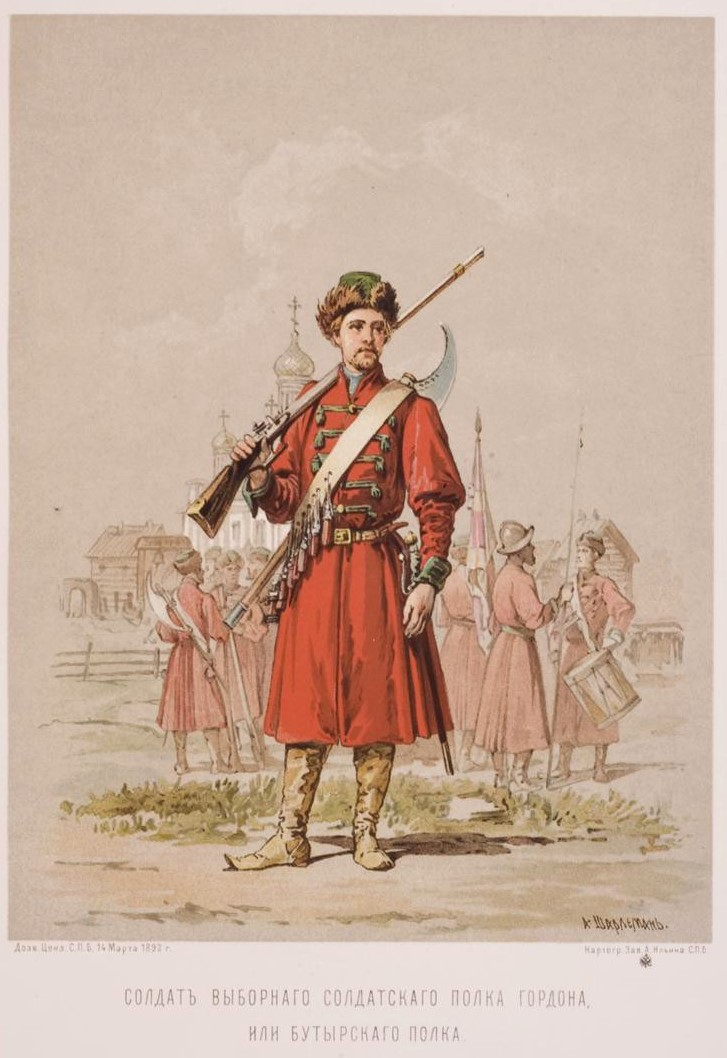
Солдат Бутырского полка

Бутырский полк основан в 1642 году как регулярный полк иноземного строя.
На флаге Бутырского пехотного полка был изображён «Центавр, а именно: по пояс человек, а ниже: туловище, ноги и хвост лошадиные белые, в руке лук со стрелою, поле красное, лук и стрела жёлтые».
В конце XVII века часть солдат Бутырского полка сослали из Москвы в Сенгилеевскую слободу, подселив к местным казакам. В начале следующего, XVIII века три Сенгилеевских слободы (Станичная, Бутырская и Выборная) были объединены в село Покровское (названное по церкви), казаки и стрельцы были разжалованы в «пахотные солдаты».
В 1786 г. Бутырский полк первого формирования был упразднен. В XIX в. его старшинство было передано Эриванскому 13-й лейб-гренадерскому полку.
Бутырский пехотный полк был возрождён 29 ноября 1796 г. под именем Бутырского мушкетёрского полка из 1 и 6-го Оренбургских полевых батальонов, в составе двух мушкетёрских батальонов (по 5 рот в каждом) с двумя гренадерскими ротами; шефом полка назначен бригадир Кожин. 31 января 1797 г. шефом полка был назначен принц Баденский, Карл Людовик Фридрих, и полк стал называться мушкетёрским Молодо-Баденским полком.
С 20 июня 1799 г. полк назывался по имени своего шефа генерал-майора М. М. Велецкого. Бутырский полк принял участие в Суворовском походе 1799 г. и вместе с прочими частями корпуса А. Г. Розенберга получил «поход за военные отличия» за сражение на Треббии. 16 сентября 1800 г. полк назван мушкетёрским генерал-майора Д. Н. Малышкина, а 31 марта 1801 г. — Бутырским мушкетёрским. В 1805 г. Бутырский полк участвовал в Аустерлицком бою. В списки полка 21 ноября 1905 г. навсегда зачислен портупей-прапорщик Николай Кокурин за спасение ротного знамени в сражении под Аустерлицем в 1805 г. и за сохранение его в плену во Франции. В Отечественную войну полк, нося с 22 февраля 1811 г. название пехотного, входил в состав корпуса Д С. Дохтурова. При Бородине отличился у батареи Раевского. Выдающееся отличие Бутырский полк проявил в бою при Краоне 23 февраля 1814 г., где, по словам приказа графа М. С. Воронцова, «полки Ширванский и Бутырский, окружены будучи кавалериею неприятельской, под картечью отходили, строили каре, производили огонь по неприятелю и ходили в штыки на его кавалерию, каковые подвиги в виду всех, покрыв пехоту нашу славою и устранив неприятеля, удостоверяют, что ничего нет для нас невозможного». За это сражение полк получил Георгиевское знамя.
14 февраля 1831 г. один батальон отчислен на формирование Минского пехотного полка, взамен убывшего батальона сформирован новый. 28 января 1833 г. к полку присоединён Уфимский пехотный полк, сформированный в 1796 г. и награждённый 6 апреля 1830 г. «походом за военное отличие» за Турецкую кампанию 1828—1829 гг.; полк приведён в 6-батальонный состав. 23 марта 1845 г. ещё один батальон отчислен в Минский полк. 10 марта 1854 г. сформированы 7-й и 8-й батальоны.
Во время Крымской войны полк действовал под Севастополем. В сражении на Чёрной речке 4 августа 1855 г. бутырцы и московцы, под командой А. К. Гриббе, спустившись с Телеграфной горы в долину Чёрной, под сильным огнём неприятеля и по пояс в воде перешли речку и храбро атаковали восточную Федюхину высоту. Ранение получил, в частности, командир Бутырского полка Н. А. Гернет. За это дело полк вторично получил Георгиевское знамя с надписью «За Севастополь в 1854 и 1855 гг.».
9 февраля 1856 г. сформированы стрелковые роты, по одной на каждый батальон. 23 августа 1856 г. полк приведён в трёхбатальонный состав, 4-й батальон наименован резервным; остальные батальоны были расформированы. 25 марта 1864 года полк назван 66-м пехотным Бутырским.
Во время Русско-турецкой войны 1877—1878 гг. полк, в составе 14-го армейского корпуса, находился в Нижне-Дунайском отряде генерала А. Э. Циммермана и участвовал в боях на Буджакских высотах и при г. Меджидие.
Первую мировую войну Бутырский полк встретил в Замостье.
Полковой праздник — День Святой Троицы.

## Шефы
- 03.12.1796 — 31.01.1797 — бригадир Кожин, Николай Петрович
- 31.01.1797 — 20.06.1799 — генерал-лейтенант (с 18.05.1799 генерал от инфантерии) принц Карл Людвиг Баденский
- 20.06.1799 — 16.09.1800 — генерал-майор Велецкий, Михаил Михайлович
- 16.09.1800 — 04.11.1801 — генерал-майор Малышкин, Дмитрий Никитич
- 05.11.1801 — 17.01.1802 — генерал-майор Талызин, Фёдор Иванович
- 17.01.1802 — 07.09.1802 — генерал-майор Эртель, Фёдор Фёдорович
- 07.09.1802 — 18.10.1806 — генерал-майор Штрик, Фёдор Борисович
- 23.10.1806 — 02.02.1809 — полковник Штеге, Георгий
- 12.02.1809 — 22.07.1810 — полковник Гвоздев, Иван Назарович
- 19.10.181 0— 01.09.1814 — полковник (с 11.01.1814 генерал-майор) Денисьев, Пётр Васильевич

## Командиры
- 31.01.1797 — 31.10.1798 — бригадир (с 22.05.1797 генерал-майор) Кожин, Николай Петрович
- 31.10.1798 — 20.06.1799 — генерал-майор Велецкий, Михаил Михайлович
- 10.06.1800 — 18.04.1803 — подполковник Синицын, Григорий Иевлевич
- 30.06.1803 — 01.12.1804 — подполковник Козлютинов, Алексей Васильевич
- 01.12.1804 — 02.09.1809 — подполковник (с 23.04.1806 полковник) Трескин, Михаил Львович
- 02.09.1809 — 24.02.1810[7] — подполковник Козлютинов, Алексей Васильевич
- 30.05.1811 — хх.хх.1814 — майор Каменщиков, Иван Иванович
- хх.хх.1814 — 01.06.1815 — подполковник (с 16.05.1815 полковник) Чубаров, Павел Михайлович
- 01.06.1815 — 11.09.1816 — полковник Эреовский, Пётр Николаевич
- 11.09.1816 — 17.03.1819 — подполковник Племянников, Иван Андреевич
- 17.03.1819 — 15.06.1819[8] — подполковник Данилевский, Макар Иванович
- 18.07.1819 — 05.09.1830[9] — подполковник (с 26.11.1823 полковник) Дуров, Фёдор Фёдорович
- 10.09.1830 — 07.10.1832 — командующий подполковник (с 06.06.1831 полковник) Пирятинский, Александр Григорьевич
- 02.06.1849 — 12.04.1855 — полковник (с 27.03.1855 генерал-майор) Фёдоров, Дмитрий Петрович
- 06.05.1855 — 06.05.1857 — полковник Гернет, Николай Андреевич
- 06.05.1857 — 13.12.1858 — полковник Иванов, Василий Александрович
- 13.12.1858 — 13.03.1859 — полковник Сигнеус, Густав Захарович
- 13.03.1859 — 23.08.1859[10] — полковник Никитин, Александр Павлович
- 23.08.1859[10] — xx.xx.1866 — полковник Колдевин, Фёдор Крестьянович
- до 01.10.1866 — 07.01.1871 — полковник Бардовский, Николай Фёдорович
- 07.01.1871 — хх.хх.1873 — полковник Нагаткин, Пётр Васильевич
- хх.хх.1873 — 02.10.1873[11] — полковник Гром, Анатолий Васильевич
- 02.10.1873 — 25.04.1878 — полковник (с 14.01.1878 генерал-майор) Мевес, Михаил Троянович
- 08.06.1878 — 14.07.1883 — полковник Тукмачёв, Пётр Петрович
- 11.08.1883 — 11.11.1896 — полковник (с 14.05.1896 генерал-майор) Черняев, Николай Григорьевич
- 04.07.1900 — 11.12.1903 — полковник Регульский, Иосиф Ильич
- 03.06.1906 — 11.12.1908 — полковник Чижов, Михаил Иванович
- 03.02.1911 — 31.03.1912— полковник Эфиров, Иван Иванович
- 31.03.1912 — 22.11.1915 — полковник (с 22.10.1915 генерал-майор) Симансон, Давид Петрович
- 01.12.1915 — 04.01.1916 — полковник Толкушкин, Борис Дмитриевич
- 01.02.1916 — 26.02.1916 — полковник Петров, Фёдор Андреевич
- 08.03.1916 — 07.02.1917 — полковник барон фон Таубе, Сергей Фердинандович
- 08.03.1917 — хх.хх.хххх — полковник Перский, Константин Константинович

## Знаменитые люди, служившие в полку
- Виноградов, Василий Иванович — советский генерал-полковник
- Лонгва, Роман Войцехович советский военачальник, комкор
- Полежаев, Александр Иванович — поэт
- Трескин, Михаил Львович — генерал-майор